# Nancy Myrick
Nancy Myrick es una deportista estadounidense que compitió en tiro con arco, en la modalidad de arco recurvo. Ganó dos medallas en el Campeonato Mundial de Tiro con Arco al Aire Libre, plata en 1967 y bronce en  1971.

## Palmarés internacional
| Campeonato Mundial al Aire Libre | Campeonato Mundial al Aire Libre | Campeonato Mundial al Aire Libre | Campeonato Mundial al Aire Libre |
| Año                              | Lugar                            | Medalla                          | Prueba                           |
| -------------------------------- | -------------------------------- | -------------------------------- | -------------------------------- |
| 1967                             | Amersfoort (Países Bajos)        | Medalla de plata                 | Equipo                           |
| 1971                             | York (Reino Unido)               | Medalla de bronce                | Equipo                           |